# Kotadagudda, Jagalur
Kotadagudda là một làng thuộc tehsil Jagalur, huyện Davanagere, bang Karnataka, Ấn Độ.